# Камаре (бухта)
Камаре́ (фр. Anse de Camaret) — бухта на западе полуострова Бретань, Франция, входит в акваторию Ируаз Атлантического океана.

## История
Весной 1594 года дюжина испанских судов, гружённых солдатами, рабочими и материалами, совершили высадку в бухте, соорудив форт и планируя использовать её как базу для последующего вторжения в Англию, но потерпели поражение от англичан и французов в осаде Форт-Крозона. 
В 1597 году 5 испанских каравелл занесло бурей в бухту, но 6 французских судов принудили их к бегству.
В ходе Войны Аугсбургской лиги (1688—1697) произошло два сражения. В 1691 году флот из шести английских и голландских кораблей вторгся в бухту и напал на три французских фрегата, но потерпел поражение. 
В июне 1694 года на побережье бухты высадился крупный английский десант с 40 транспортных судов под прикрытием 36 линейных кораблей и 12 брандеров с целью захвата Бреста, но потерпел поражение от французских войск в произошедшей на берегу бухты битве в Камаре.
21 июля 1791 года французский корвет La Chevrette, пришвартованный в бухте, был ночью взят на абордаж примерно тремястами английскими моряками.
18 июня 1940 года 250—300 французских моряков дезертировали с кораблей в бухте, присоединившись к Свободным французским силам генерала де Голля.